# Artemisia kasakorum
Artemisia kasakorum là một loài thực vật có hoa trong họ Cúc. Loài này được (Krasch.) Pavlov mô tả khoa học đầu tiên năm 1938.